# حوارین
حوارین (به عربی: قریة حوارین) یک منطقهٔ مسکونی در سوریه است که در حمص واقع شده‌است.

## ویژگی‌ها
روستای حوارین ۱٬۸۰۲ نفر جمعیت دارد. همچنین آرامگاه یزید ابن معاویه ابن ابوسفیان در این شهر واقع شده‌است.